# Czego pragnie Lola
Czego pragnie Lola (ang. Damn Yankees!, tytuł alternatywny poza Stanami Zjednoczonymi: What Lola Wants) – amerykański film z 1958 roku w reżyserii George'a Abbotta i Stanleya Donena.

## Obsada
- Bob Fosse jako tancerz mambo
- Lee Theodore
- Elizabeth Howell jako Doris Miller
- Tab Hunter jako Joe Hardy
- Gwen Verdon jako Lola
- Ray Walston jako pan Applegate
- Russ Brown jako Benny Van Buren
- Shannon Bolin jako Meg Boyd

## Nagrody i nominacje
| Nazwa nagrody | Wygrane            | Nominacje                                                                                   |
| Oscar         | 1959 bez rezultatu | 1959 Najlepsza muzyka w musicalu Ray Heindorf                                               |
| Złoty Glob    | 1959 bez rezultatu | 1959 Najlepszy musical George Abbott                                                        |
| BAFTA         | 1959 bez rezultatu | 1959 Najbardziej obiecujący debiut filmowy Gwen Verdon                                      |
| WGA           | 1959 bez rezultatu | 1959 Najlepszy scenariusz musicalu George Abbott                                            |
| DGA           | 1959 bez rezultatu | 1959 Najlepsze osiągnięcie reżyserskie w filmie fabularnym George Abbott oraz Stanley Donen |